# Haute École d'arts plastiques
 (septembre 2016).
Améliorez-le ou discutez des points à vérifier. 
La Haute École d'arts plastiques de Brunswick a été fondée en 1963.

## Histoire
L’histoire de l'École des arts plastiques de Brunswick remonte à l’Association de travailleurs qui sous l’impulsion de Johannes Selenka, fonda l’Institut de dessin en 1841. De cet Institut de dessin se développeront par étapes, une école reconnue par l'État des artisans des métiers d’art suivie d’une école de maîtrise de l’artisanat allemand.
En 1952, l’École d’art et d’artisanat municipale, la Werkkunstschule de Brunswick précède la Haute école d'État d’arts plastiques (SHFBK) et enfin, en 1978, l’actuelle Haute école d’arts plastiques (HBK).
Déjà depuis 1972, la SFBK est reconnue au même niveau que les autres universités scientifiques du Land de Basse-Saxe et quelques années plus tard, elle est intégrée en tant qu'université scientifique des beaux-arts dans la loi des universités du Land de Basse Saxe.
Elle possède le droit d’habiliter et de promouvoir des professeurs. À cette reconnaissance de pouvoir délivrer le titre de Docteur ou le titre d’habilitation, se sont ajoutés des agrandissements physiques. En 1984, on inaugure une nouvelle construction primée, du bureau d’architecte de Braunschweig Krämer, Sieverts & Partner. Quelques années plus tard, l’école acquiert une ancienne fabrique de plusieurs étages qui propose des espaces généreux pour les ateliers et les classes d’Arts-Plastiques.
Une des dernières transformation du Campus est l’agrandissement de la Bibliothèque avec la réutilisation d’une partie du Pavillon Mexicain de l’EXPO 2000 de Hanovre dessiné par l’architecte Ricardo Legorreta.

## Description
Actuellement 1 200 étudiants sont inscrits dans les filières suivantes : 
- Sciences des médias (Bachelor et depuis le semestre d’hiver 2009/2010, en mastère en art),
- Sciences de l’art (Bachelor, Mastère, Maîtrise et promotion),
- Diplôme d’arts plastiques et Meisterschüler (6e année)
- Médiation de l’art (Bachelor depuis 2009/2010 et mastère en éducation),
- Arts d'expression / Art en action (Bachelor, mastère en éducation),
- Design-Communication (Bachelor),
- Design industriel, (Bachelor)
- Design des transports (Mobility) (mastère en art depuis 2009/2010)

### Particularités
Le profil particulier de l’école consiste en une relative ouverture de l’aménagement des études. Les projets individuels sont encouragés, ainsi que les échanges entre les étudiants et les professeurs, comme entre les étudiants. Les étudiants ont la possibilité de prendre part à toutes les manifestations de l’école ainsi que de combiner les différentes disciplines d’enseignement.

### Organisation
L’école est un établissement régional et est une institution soumise au droit public. Elle est organisée selon une constitution présidentielle. Elle n’est pas composée de Facultés. Les devoirs du Conseil des facultés sont assurés par un Sénat, constitué de représentants de professeurs et d’étudiants et ceux du Doyen, par la Présidence.
Les disciplines sont représentées par des professeurs de chaire/faculté organisées en trois groupes de matières principales. Ces commissions de disciplines doivent rendre compte au Doyen et respecter les règles de la Faculté.
- FK I : Arts plastiques
- FK II : Conception
- FK III : Sciences des arts et des médias

Il existe les Instituts suivants :
- Institut de recherche des médias avec une section Art des médias, design des médias et sciences des médias. (IMF)
- Institut de sciences de l’art (IKW)
- Institut pour le design des transports (ITD)
- Institut central pour la didactique des médias et le service de formation (ZMB)

Pour soutenir l’enseignement et la recherche, la HBK a créé des ressources et des espaces  par disciplines dans des sections suivantes : 
- Poste de design informatique ADI
- Poste CAD/CAM et en Instruktionsdesign

## Anciens étudiants célèbres
- Sina Heffner, sculptrice.
- Regine Schumann, peintre et light artiste allemande
- Araya Rasdjarmrearnsook, artiste